# Lijst van voetbalinterlands Bulgarije - Rusland (vrouwen)
Deze lijst van voetbalinterlands is een overzicht van alle officiële voetbalinterlands tussen de nationale vrouwenteams van Bulgarije en Rusland. De landen hebben tot nu toe zeven keer tegen elkaar gespeeld.

## Wedstrijden
| № | Plaats   | Datum             | Competitie            | Wedstrijd           | Uitslag            |
| - | -------- | ----------------- | --------------------- | ------------------- | ------------------ |
| 1 | Varna    | 4 april 1992      | Grand Hotel Varna Cup | Bulgarije − GOS     | 2 − 0              |
| 2 | onbekend | 30 juni 1992      | EK 1993 kwalificatie  | Rusland − Bulgarije | 3 − 0              |
| 3 | onbekend | 27 september 1992 | EK 1993 kwalificatie  | Bulgarije − Rusland | 1 − 2              |
| 4 | Varna    | 3 april 2000      | Albena Cup            | Bulgarije − Rusland | 0 − 0              |
| 5 | Varna    | 7 april 2000      | Albena Cup            | Bulgarije − Rusland | 0 − 0 (n.p. 4 - 3) |
| 6 | Varna    | 4 april 2001      | Albena Cup            | Bulgarije − Rusland | 0 − 2              |
| 7 | Varna    | 7 april 2002      | Albena Cup            | Bulgarije − Rusland | 1 − 4              |

## Samenvatting
| Competitie                         | Totaal gespeeld | Winst Bulgarije | Gelijk | Winst Rusland | Doelsaldo Bulgarije – Rusland |
| ---------------------------------- | --------------- | --------------- | ------ | ------------- | ----------------------------- |
| EK-kwalificatie                    | 2               | 0               | 0      | 2             | 1 − 5                         |
| Grand Hotel Varna Cup / Albena Cup | 5               | 1               | 2      | 2             | 3 − 6                         |
| Totaal                             | 7               | 1               | 2      | 4             | 4 − 11                        |